# Prosopocera mediomaculata
Prosopocera mediomaculata là một loài bọ cánh cứng trong họ Cerambycidae.